# Шаповалов, Николай Дмитриевич
Никола́й Дми́триевич Шапова́лов (1925, с. Чистюнька Барнаульского округа Сибирского края, ныне Чистюньский сельсовет Топчихинского района Алтайского края — 1 февраля 1985, Харьков, Украинская ССР, СССР) — старший сержант Советской Армии, участник Великой Отечественной войны, Герой Советского Союза (1945). Радист 877-го гаубичного артиллерийского полка (25-я артиллерийская Свирская бригада, 7-я артиллерийская Запорожская Краснознамённая ордена Суворова дивизия прорыва РГК, 46-я армия, 2-й Украинский фронт).

## Биография
Родился 23 или 28 октября 1925 года в селе Чистюнька Топчихинского района Алтайского края в крестьянской семье. Русский. Окончил 7 классов, работал в колхозе.
Призван в армию в январе 1943 года Топчихинским райвоенкоматом, с 25 сентября 1943 года на фронте. Сражался на Юго-Западном, 4-м, 3-м, Карельском, снова 3-м, 2-м, опять 3-м Украинском фронтах в 7-й артиллерийской дивизии прорыва Резерва Главного Командования.
Отличился при форсировании Дуная, в ночь на 5 декабря 1944 года под огнём противника вместе с командиром батареи И. И. Смоляковым и радистом И. М. Фёдоровым на моторной лодке переправился с пехотой через Дунай у поселка Эрчи (Венгрия) и установил связь с полком, в течение трёх часов передавал по рации целеуказания командира батареи, способствуя подавлению вражеских огневых точек и солдат противника.
Указом Президиума Верховного Совета СССР от 24 марта 1945 года за мужество и героизм, проявленные при форсировании Дуная, красноармейцу Шаповалову Николаю Дмитриевичу присвоено звание Героя Советского Союза с вручением ордена Ленина и медали «Золотая Звезда» (№ 8674).
После войны в звании старшего сержанта демобилизован. Жил в городе Харьков, работал машинистом тепловоза на Южной железной дороге. Умер 1 февраля 1985 года, похоронен на кладбище № 5 в Харькове.
Награждён орденом Ленина, медалями, иностранным орденом.